# Vogelsangen
Vogelsangen ist ein Ortsteil der Gemeinde Much im Rhein-Sieg-Kreis.

## Lage
Vogelsangen liegt auf den Hängen des Bergischen Landes im Quellgebiet des Werschbaches. Nachbarorte sind Oberdreisbach-Höhe im Westen, Wersch im Süden und Berghausen im Westen.

## Geschichte
Vogelsangen wurde 1499 erstmals urkundlich erwähnt in den örtlichen Kirchenbüchern.
1528 heiratete Bertram von Dietrich in zweiter Ehe Anna von Elter zu Vogelsank.
1555 ist Engelbert von Scheidt genannt Weschpfennig als Besitzer zum Vogelsang bezeichnet. Dieser war 1550 Amtmann von Blankenberg. 1581 wird das Gut als so kein adelicher Seß, sondern bis anhero ein Halfmanns Hoff gewesen beschrieben. 1583 muss Engelbert von Scheidt für Siegburg ein Pferd und ein Röhrchen stellen, letzteres ein Gewehrschütze. Dies spricht für ein Pachtverhältnis. Nach seinem Tod 1595 gehen die Dienste auf seinen Sohn Wilhelm über. Von dem Gut ist heute nichts mehr vorhanden.
1901 hatte der Weiler Vogelsang 25 Einwohner. Verzeichnet waren die Haushalte Wilhelm Engeländer, Witwe Anton Neufeind, Gerhard Neufeind, Katharina, Gertrud und Peter Josef Pick sowie Gerhard Willms. Bis auf die Näherin Gertrud Pick waren alle im Dorf Ackerer.